# Macrolobium machaerioides
Macrolobium machaerioides är en ärtväxtart som beskrevs av Ellsworth Paine Killip och James Francis Macbride. Macrolobium machaerioides ingår i släktet Macrolobium och familjen ärtväxter. Inga underarter finns listade i Catalogue of Life.